# Olympique Saint-Memmie
Olympique Saint-Memmie ist ein französischer Frauenfußballverein aus Saint-Memmie, einer kleinen, an Châlons-en-Champagne angrenzenden Gemeinde.

## Geschichte
Gegründet wurde der Verein unter dem Namen Association Sportive de Saint-Memmie. Seine Farben sind Blau und Gelb. Die Ligamannschaft spielt im örtlichen Stade Déborah-Jeannet, das nach einer langjährigen, ehemaligen Stürmerin des Klubs benannt ist.

## Ligazugehörigkeit und Erfolge der Frauenelf
Erstmals in der Saison 1995/96 gehörten die Fußballerinnen aus Saint-Memmie der frankreichweiten höchsten Frauenspielklasse, dem Championnat National 1 A, an, aus der sie nach zwei Saisons zunächst wieder absteigen mussten. 1999 kehrte Olympique in die erste Liga zurück und blieb bis zum Jahr 2006 Mitglied der inzwischen in Division 1 Féminine umbenannten französischen Eliteklasse. In dieser Zeit hat der Verein einige Nationalspielerinnen in seinen Reihen gehabt, insbesondere die Rekordtorjägerin der Bleues, Marinette Pichon, die während ihrer Zeit in Saint-Memmie auch an den Europameisterschaftsendrunden 1997 und 2001 teilgenommen hatte und 2002 als Fußballspielerin des Jahres mit einer Trophäe der französischen Profispielergewerkschaft UNFP ausgezeichnet wurde. Gaëtane Thiney wurde während ihrer acht Jahre, die sie für diesen Klub spielte, 2003 U-19-Europameisterin.
Zu einem Landesmeistertitel haben die Frauen aus der Champagne es bisher noch nicht gebracht; ihre beste Platzierung war ein fünfter Rang im Abschlussklassement der Spielzeit 2000/01, während sie ansonsten meist nicht über das untere Tabellendrittel hinauskamen. Im 2001 ins Leben gerufenen Landespokalwettbewerb um die Challenge de France stieß Olympique in der Saison 2005/06 als bestes Resultat in die Runde der letzten sechzehn Frauschaften vor. In der Spielzeit 2013/14 tritt Olympique Saint-Memmie nur noch in der regionalen Division d’Honneur an.

## Bekannte ehemalige Spielerinnen
- Aude Banasiak
- Élise Bussaglia
- Cady Diatou Diallo
- Déborah Jeannet
- Marinette Pichon
- Gaëtane Thiney